# منتخب طاجيكستان للكريكت
منتخب طاجيكستان الوطني للكريكت هو ممثل الفريق الوطني طاجيكستان الرسمي هوا يخضع لاشراف اتحاد في المنافسات الدولية في الكريكت .